# Špína Londýna
Špína Londýna, anglicky Dirty Pretty Things, je drsné britské filmové drama z roku 2002
režiséra Stephena Frearse. Hlavní role zde ztvárnili Audrey Tautou a Chiwetel Ejiofor.
Snímek ve svém hlavním tématu pojednává o ilegálním obchodu
s lidskými tělesnými orgány prováděném u britských ilegálních imigrantů obvykle pocházejících ze zemí třetího světa, dále
se dotýká i problematiky prostituce, ilegálního zaměstnávání imigrantů i obchodu s drogami.
Film byl nominován na Oscara v kategorii nejlepší scénář a dále také na cenu British Independent Film Awards, kterou vyhrál.

## Děj
Hlavními postavami snímku jsou nigerijský lékař Okwe (Chiwetel Ejiofor) pobývající v Londýně zcela ilegálně a pracující v Londýně jako taxikář a hotelový recepční a turecká imigrantka Senay (Audrey Tatou) pracující ilegálně jako hotelová uklízečka a posléze i jako pomocná krejčovská dělnice, toužící se vystěhovat za svou příbuznou do Spojených států amerických. Okwe je velmi schopný, vzdělaný a inteligentní mladý muž, který se v Londýně skrývá hlavně z politických důvodů. Pracuje přes den jako taxikář a v noci jako hotelový recepční ve velmi pochybném hodinovém hotýlku. Dochází za svým známým a asijským kamarádem do nemocnice, který zde pracuje jako spalovač odpadků a zřízenec v nemocniční márnici, ten mu obstarává léky a různé zdravotnické pomůcky, kterými Okwe občas léčí své známé a kamarády. Během jedné noční služby v hotelu jde zkontrolovat jeden z pokojů, kde je porouchaný záchod. Při kontrole zjistí, že záchodovou výlevku ucpalo lidské srdce. Jako lékař okamžitě pozná, že se jedná o srdce člověka, který zemřel přímo v hotelu a vytuší, že se zde patrně provádí ilegální operace za účelem nezákonného obchodu s lidskými orgány, zde konkrétně s ledvinami. To se mu brzo potvrdí, neboť se na něj obrátí umírající
africký imigrant, který si za peníze nechal v hotelu vyříznout ledvinu. Okwe ho nakonec zachrání za pomoci krádeže léků a zdravotních pomůcek v nemocnici. Senay neustále pronásleduje britský imigrační úřad, takže je nucena práci v hotelu za dramatických okolností náhle opustit a jít pracovat do krejčovské dílny. I zde ji však imigrační úředníci najdou a začnou majiteli krejčovské dílny dělat potíže, čehož on ihned využije a začne Senay vydírat a nutit ji k nedobrovolnému sexuálnímu styku (felace). Majitel hotelu nabídne Okwemu, aby mu prováděl ilegální operace za úplatu s tím, že mu za ně slušně zaplatí a opatří mu i falešné doklady pro něj i pro Senay. Okwe na to naoko přistoupí a dohodne s ním, že si Senay nechá amputovat ledvinu. Připraví proto ilegální operaci, těsně před operací obdrží 2 falešné francouzské cestovní pasy pro sebe a pro Senay. Za pomoci Senay a kamarádky hotelové prostitutky však nakonec uspí majitele hotelu a ledvinu amputují jemu, ne Senay, nechají si za ledvinu dobře zaplatit a prchají na letiště - Senay cestuje do USA a Okwe letí zpět domů do Nigérie pro svoji osiřelou dcerku, která na tam na něj čeká.

## Hrají
| Chiwetel Ejiofor   | Okwe (nigerijský lékař pracující v Londýně jako taxikář a hotelový recepční)             |
| Audrey Tautou      | Senay (turecká imigrantka pracující v Londýně jako uklízečka a posléze pomocná krejčová) |
| Sophie Okonedo     | Juliette (hotelová prostitutka)                                                          |
| Sergi López        | Sneaky (Juan - majitel hotelu a ilegální obchodník s lidskými orgány)                    |
| David Hoggard      | britský asijský podnikatel                                                               |
| Israel Aduramo     | řidič                                                                                    |
| Yemi Ajibade       | řidič                                                                                    |
| Nizwar Karanj      | řidič                                                                                    |
| Dhobi Oparei       | řidič                                                                                    |
| Jeffery Kissoon    | kontrolor                                                                                |
| Zlatko Buric       | Ivan                                                                                     |
| Benedict Wong      | Guo Yi (nemocniční zřízenec, spalovač odpadků a dozorce v nemocniční márnici)            |
| Kenan Hudaverdi    | pracovník v kavárně                                                                      |
| Damon Younger      | Punter                                                                                   |
| Paul Bhattacharjee | Mohammed                                                                                 |